# Angelo Petricca
Angelo Petricca O.F.M.Conv. (Sonnino, 1601 – Roma, 10 dicembre 1673) è stato un missionario, scrittore e religioso francescano italiano, ministro provinciale d'Oriente, vicario patriarcale di Costantinopoli, vicario apostolico di Moldavia e Valacchia, Commissario Generale e Presidente nel Capitolo di Stiria e Carinzia, Teologo nella Congregazione di Propaganda Fide.

## Biografia
Studioso fin dalla giovane età presso il Convento di San Francesco di Sonnino, si distinse tra i collegiali di San Bonaventura a Roma (1628). 
Terminati gli studi, venne inviato ad Ispahan nell'allora Persia, insieme a padre Francesco Antonio Frascella di Santo Felice, nel 1631. Durante il viaggio sostò a Costantinopoli, qui vennero raggiunti da un nuovo ordine di recarsi presso la prefettura delle Missioni di Moldavia, Valacchia e Transilvania, dove rimase fino al 1633. In quello stesso anno diventò provinciale in Ungheria. Nel 1636 presiedette l'elezione nel Capitolo di Stiria e Carinzia e tornò quindi in Italia, a Venezia, dove venne nominato vicario patriarcale in Costantinopoli.
La sua opera come vicario si rivolse contro il patriarca greco Cirillo Lucaris, nel tentativo di riunire gli ortodossi in oriente ai cattolici in occidente, contro i calvinisti appoggiati dal Lucaris stesso. Il risultato ottenuto fu la rimozione del Lucaris da parte del gran Sultano che «lo fece buttar nel Mar Negro ad annegarvisi». 
Al suo posto si insediò Cirillo Boeriense (o Cirillo da Veria, come lo chiamava Urbano VIII), oppositore dei Calvinisti e grande amico di Petricca. Fermo nel raggiungere il suo obiettivo, Petricca convinse il patriarca greco ad inviare una lettera a papa Urbano VIII (1638), con cui lo supplicò di riconoscerlo come figlio della Santa Chiesa Romana, ma non ottenne il successo sperato. Rientrò a Roma sotto papa Innocenzo X come lettore di dogmi nel Convento di Santi Apostoli e come teologo per la Sacra Congregazione de Propaganda fide. In seguito fu eletto ministro provinciale della provincia romana nel capitolo nel 1661 e procuratore dell'Ordine nel capitolo generale nel 1665.
Così venne descritto: «Fu uomo di gran religiosità, composto, morigerato, cortese e molto timorato di Dio. La sua naturale modestia, che li si vedeva in faccia; l'aspetto totalmente devoto, la soavità di natura dolcissima, lo resero sempre amabile. Fu di statura giusta, carnaggione bianca, capello castagno, occhi grossi, guardatura un poco meno, che retta, e d'una santa, e naturale semplicità, nella quale si conservò fino alla morte.»

## Opere
- Turris David, 1646.
- De appellationibus omnium ecclesiarum ad Romanam S. Petri Cathedram aduersus huius temporis hæreticos & schismaticos opus recens, nunc primo compositum., 1649.
- Disputationes adversus haereses et aliquorum Graecorum errores, 1650.
- De nobilitate eiusque origine, et de recta forma regnandi ad principes laicos, ac de laudabili subditorum obseruantia erga Principem, theoremata, 1659.
- De potestate apostolorum disputationes aduersus Gabrielem Philadelphiensium metropolitam, & alios hæreticos., 1671.